# Heswall
Heswall är en stad i Wirral i Merseyside i England. Orten har 13 401 invånare (2011). Staden nämndes i Domedagsboken (Domesday Book) år 1086, och kallades då Eswelle.